# Criminal Justice and Public Order Act 1994
La Ley de Justicia Penal y Orden Público, en inglés Criminal Justice and Public Order Act es una ley aprobada en 1994 por el Parlamento del Reino Unido que introdujo en el país una serie de reformas sobre la restricción y reducción de ciertos derechos y libretades, con el fin de reprimir las fiestas rave ilegales, así como mayores sanciones para ciertos comportamientos «antisociales». El proyecto de ley fue presentado por Michael Howard, ministro del Interior del partido conservador del primer ministro John Major, y generó una amplia oposición en la sociedad británica.

## Antecedentes
Una de las principales motivaciones de la ley fue poner freno a las raves ilegales y free parties ('fiestas libres'), especialmente el circuito de festivales de travellers, que crecía constantemente a principios de la década de 1990 y culminó en el Castlemorton Common Festival de 1992. Tras varios debates en la Cámara de los Comunes, el primer ministro John Major aludió a una futura represión con el entonces ministro del Interior Ken Clarke en la conferencia del Partido Conservador de ese mismo año. En la conferencia de 1993, Michael Howard, que se había convertido en ministro del Interior, anunció los detalles del nuevo proyecto de ley de justicia penal.
A pesar de las protestas y la discordia contra el proyecto de ley, el Partido Laborista (la oposición) adoptó la línea oficial para abstenerse en la tercera lectura, y la ley se aprobó el 3 de noviembre de 1994.

## Medidas clave
Las medidas clave de esta ley que recibieron mayor atención pública fueron:
- Parte III, artículos 34-39 que modificaron sustancialmente el derecho al silencio de una persona acusada, permitiendo que se extraigan inferencias de su silencio.
- Parte IV, secciones 54-59 que otorga a la policía mayores derechos para tomar y retener muestras íntimas del cuerpo.
- Parte IV, sección 60, que aumentó los poderes de la policía para detener y registrar sin supervisión.[6]
- Toda la Parte V cubría la allanamiento colectivo de la tierra e incluía secciones adicionales contra las raves y la invasión disruptiva, la okupación y el acampamiento no autorizado, lo que supone la criminalización de lo que previamente eran penalizaciones de delito civil. Esto afectó a muchas formas de protesta, incluido el sabotaje de la caza y las protestas ocupa-carreteras. Particularmente, las secciones 63-67 definieron cualquier reunión de 20 o más personas donde:

- Parte V, sección 80 que derogó el deber impuesto a los consejos por la Ley de Sitios de Caravanas (Caravan Sites Act) de 1968 sobre proporcionar sitios para gitanos y viajeros. También se retiró la subvención para la provisión de terrenos.[7]
- Parte VII, que trataba «la obscenidad y la pornografía», prohibía la pornografía infantil simulada, endurecía las disposiciones relativas a la censura y la restricción de edad de los videos (administrada por la Junta Británica de Clasificación de Películas BBFC) y también aumentaba la pena por llamadas telefónicas obscenas.
- Parte XI, que trata de los delitos sexuales. La definición de violación se amplió para incluir la violación anal. La sección 143, aunque no se le dio mucha consideración, legalizó el sexo anal entre parejas heterosexuales. La edad en la que actos homosexuales en el Reino Unido eran legales se redujo de 21 a 18 años. Durante la aprobación del proyecto de ley, los diputados consideraron una enmienda para reducir esta edad a 16 (equiparándola así con la edad de consentimiento para el sexo heterosexual), pero la moción fue rechazada por 27 votos. El análisis de la lista de la división reveló que 42 diputados conservadores habían apoyado la igualación, y la moción habría sido aprobada de no haber sido por los votos contrarios de 38 diputados laboristas.[8][9]
- Parte XII, que era una miscelánea, e incluía el aviso de que el «delito de publicación racialmente incendiaria, etc. (en lo sucesivo) sería susceptible de detención", aunque posteriormente se modificó mediante la Ley de policía y delincuencia organizada grave (Serious Organised Crime and Police Act) de 2005. La Parte XII también penaliza el uso de células de embriones y fetos.

## Oposición y protesta

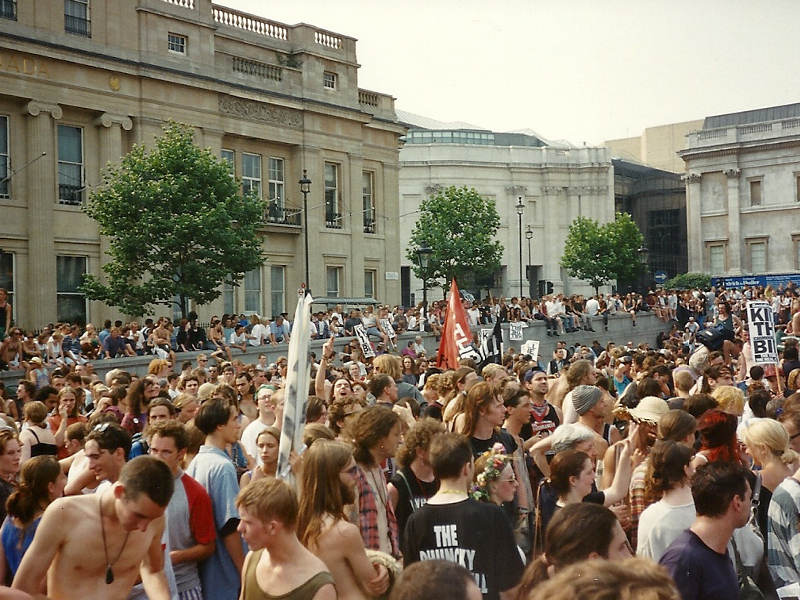
Marcha contra el proyecto de ley de justicia penal en Londres, julio de 1994.

Mientras la legislación aún estaba en debate, los grupos Advance Party y Freedom Network coordinaron una campaña de resistencia. El grupo estaba compuesto por una alianza de sound systems ('sistemas de sonido'; colectivos organizadores de free parties) y grupos de libertades civiles. Un movimiento contra el proyecto de ley creció a través de «las escenas superpuestas de okupación, protesta en la carretera y fiesta libre».
Se organizaron tres manifestaciones en Londres a lo largo de 1994. El primero de ellos tuvo lugar el 1 de mayo (Primero de Mayo), y se estima que 20.000 personas participaron en una marcha que comenzó en Hyde Park y terminó en Trafalgar Square. El segundo, el 24 de julio, siguió la misma ruta con cifras estimadas entre 20.000 y 50.000. La mayor participación se atribuyó en parte a una movilización del Partido Socialista de los Trabajadores y con ellos carteles que decían Kill the Bill, pero también creó un grado de tensión política con los otros grupos fundadores.
La tercera manifestación se convocó el 9 de octubre y la policía estimó que asistieron entre 20.000 y 30.000 personas, mientras que los organizadores situaron la cifra en más de 100.000. El día terminó con una serie de disturbios en el Hyde Park que continuaron hasta la noche. Las cuentas indicaron que alrededor de las 17:00, se produjo un enfrentamiento entre los manifestantes y la policía cuando los manifestantes intentaron traer dos sound systems al parque. Con tal cantidad de manifestantes, la policía se vio desbordada y obligada a retroceder. Los refuerzos de la policía antidisturbios y la montada llegaron poco después y, según los informes, atacaron a los manifestantes en un intento de dispersar a la multitud, estimada en 1.500 personas.
El grupo de libertades civiles Liberty opuso a muchas de las medidas propuestas por la ley en ese momento, considerándolas «incorrectas en principio y susceptibles de violar el Convenio Europeo de Derechos Humanos».

## Crítica
Jon Savage, autor de libros sobre cultura juvenil, dijo sobre el proyecto de ley que «se trata de políticos que hacen leyes sobre la base de juzgar el estilo de vida de otras personas, y esa no es una forma de hacer leyes». George Monbiot lo describió como «crudo, mal redactado y represivo». El catedrático de estudios culturales Jeremy Gilbert describió la ley como una «legislación que tenía explícitamente el objetivo de suprimir las actividades de determinadas ramas de la cultura alternativa», cuyos principales objetivos eran la ocupación ilegal, la acción directa, la cultura futbolística, el sabotaje de la caza y la free party.
Las secciones que se refieren específicamente a fiestas o raves fueron, según el profesor de sociología Nigel South, «mal definidas y redactadas» en una atmósfera de pánico moral tras el Castlemorton Common Festival. La intención de esta ley de definir la música en términos de «ritmos repetitivos» fue descrito como «extraño» por el profesor de derecho Robert Lee.
La periodista Ally Fogg escribió en The Guardian:

Entonces, pocos escucharon nuestras advertencias. Después de todo, éramos solo un grupo de marginados sociales con sombreros tontos y una higiene personal cuestionable. Más allá de un apoyo bienvenido de Liberty y un puñado de sindicatos progresistas, nos mantuvimos bastante solos contra todo el establecimiento político y de los medios. Esta ley conservadora, la más draconiana y antiliberal, solo podría eventualmente pasar por el parlamento porque un joven secretario del interior en la sombra sorprendió a casi todos al decidir no oponerse al proyecto de ley en la lectura final. En ese momento se asumió dejar pasar el proyecto de ley para no mostrarse blando con el crimen o entregar una victoria propagandística a los conservadores. Al hacerlo, sacrificó varias piedras angulares de las libertades civiles británicas en el altar de la conveniencia política. ¿Su nombre? Tony Blair. Quince años después hay poco placer en decir «te lo dijimos».

Pero la forma en que una ley diseñada para prevenir el caos generalizado de Castlemorton ahora puede usarse para excluir una fiesta de cumpleaños debería servir como una advertencia severa para aquellos que actualmente están considerando una serie de otras leyes antiliberales, desde los forenses y el Proyecto de Ley de Justicia hasta las diversas Propuestas de Tarjetas de Identificación.

Aquellos que se burlan de los contribuyentes de Liberty Central cuando advierten sobre el incesante deslizamiento de los poderes policiales, o que se burlan de los argumentos de «pendiente resbaladiza» en torno a las libertades civiles, deben tener en cuenta que estábamos en la cima de una de esas pendientes a sólo 15 minutos años atrás, y desde entonces nos hemos deslizado mucho.

### Reacción de los músicos
La banda británica de IDM Autechre lanzó Anti EP, un EP de tres pistas en apoyo del grupo Liberty. Este álbum contenía Flutter, una canción compuesta para contravenir la definición de música en la Ley como «ritmos repetitivos» mediante el uso de 65 patrones de batería distintivos. El EP llevaba una advertencia en la que se aconsejaba a los DJ que «tuvieran un abogado y un musicólogo presentes en todo momento para confirmar la no repetición de la música en caso de acoso policial».
El quinto mix de la versión interna de Are We Here? de Orbital se tituló Criminal Justice Bill? ('¿Proyecto de ley de justicia penal?'), y consistió en aproximadamente cuatro minutos de silencio. En su tema Sad But New (1995), Orbital incorporó samples de un discurso de John Major en la conferencia de 1992.
Their Law ('Su ley'), una canción de The Prodigy y Pop Will Eat Itself, fue escrita como respuesta directa contra el proyecto de ley. Una cita en el folleto del álbum de 1994 de Prodigy Music for the Jilted Generation decía: «¿Cómo puede el gobierno detener a los jóvenes que se lo pasen bien? Lucha contra estas tonterías». En el álbum aparece un dibujo hecho por de Les Edwards que representaba una figura joven rebelde que protegía la rave de un inminente ataque de la policía antidisturbios.
En 1993, la banda Dreadzone lanzó el sencillo Fight the Power, en oposición al Proyecto de Ley de Justicia Criminal, con muestras de Noam Chomsky discutiendo tomar medidas y «tomar el control de sus vidas», alentando la resistencia política contra el proyecto de ley. La pista también aparece en una compilación de 1994 Taking Liberties, lanzada para recaudar fondos para luchar contra el proyecto de ley. La cara B del sencillo Dance of Life (1995) de Zion Train incluía una canción titulada Resist the Criminal Justice Act.
El álbum recopilatorio de Six6 Records NRB: 58 No Repetitive Beats (1994) fue lanzado en oposición al proyecto de ley propuesto. Las notas del álbum decían:

Por cada copia de No Repetitive Beats vendida, Network pagará una regalía a DIY/All Systems No! (se hizo un pago por adelantado de £ 3.000 antes del lanzamiento del álbum). El dinero será utilizado por DIY/All Systems No! para costear un sound system que estará a disposición para reemplazar cualquier equipo de sonido incautado por la policía utilizando poderes draconianos otorgados por el Proyecto de Ley de Justicia Penal para detener la música caracterizada «total o predominantemente por la sucesión de beats repetitivos». El proyecto de ley es injusto y pisotea el sentido común y los derechos civiles. Si desea ayudar a expulsar a la CJB, comuníquese con la organización de derechos humanos Liberty. Lucha por tu derecho a la fiesta.